# Артемис Фаул (фильм)
«Арте́мис Фа́ул» (англ. Artemis Fowl) — научно-фэнтезийный приключенческий фильм режиссёра Кеннета Браны, поставленный по одноимённой книжной серии ирландского писателя Оуэна Колфера. Сценарий фильма написали Конор Макферсон и Хэмиш Макколл. Главные роли в фильме исполняют Хонг Чау, Нонсо Анози, Джош Гэд, Джуди Денч, а также дебютанты Фердиа Шоу и Лара Макдоннелл. Выход фильма состоялся на сервисе Disney+ 12 июня 2020 года. Фильм получил негативные отзывы кинокритиков.

## Сюжет
Артемис Фаул узнаёт, что его отец пропал без вести, и решает спасти его с помощью загадочных существ сказочного мира, живущих под землёй.
Хотя за последние несколько лет и было заявлено, что фильм объединит собой первые две книги об Артемисе Фоуле, сам Оуэн Колфер с тех пор подтвердил в видео-интервью то, что картина будет охватывать события только первого романа.
Найдя укрытый от посторонних глаз, глубоко под поверхностью земной коры мир, населённый гномами, эльфами, пикси, лепреконами, брауни и другими волшебными существами, создавшими свою собственную весьма развитую цивилизацию, юный Артемис Фаул, прирождённый мошенник и единственный наследник древнего рода криминальных гениев, придумал дерзкий план — ограбить его.

## В ролях
- Фердиа Шоу — Артемис Фаул II
- Лара Макдоннелл — капитан Элфи Малой, первая женщина-капитан ЛеППРКОна
- Колин Фаррелл — Артемис Фаул старший (отец)
- Нонсо Анози — Домовой Дворецки, дворецкий и телохранитель Артемиса
- Джуди Денч — майор Крут
- Хонг Чау — фея
- Джош Гэд — Мульч Рытвинг
- Миранда Рэйсон — Ангелина Фаул, мать Артемиса
- Тамара Смарт — Джульетта Дворецки, племянница Домового
- Никеш Пэйтел[англ.] — Жеребкинс, технический советник ЛеППРКОНа
- Джошуа Макгуайр[англ.] — Брайар Каджеон
- Чи-Лин Ким — Труба Келп
- Жан-Поль Лай — Нгуен
- Адам Бэзил — тролль
- Ханна Флинн — офицер ЛеППРКОНа
- Майкл Абубакар — Бёрр
- Джейк Дэвис   — Чикс'
- Рэйчел Деннинг  — Клэй Мур'
- Мэтт Джессап — Бадд
- Симон Кирби[англ.] — миссис Бирн
- Салли Месшем — Скай Уиллоу
- Бернардо Сантос — шафер
- Эдриан Скарборо — гоблинский вожак
- Конор Макнейл[англ.] — гоблинский лейтенант
- Лоуренс Кинлан — Бичвуд Шорт
- Фабио Чикала — уличный музыкант

## Производство
В 2001 году было объявлено о планах экранизировать книжную серию об Артемисе Фауле. Сообщалось, что компанией, которая приобрела права на фильм, была Miramax Films, а на должность режиссёра нанят Лоуренс Гутерман. В 2003 году Колфер заявил о том, что сценарий фильма завершён, и что кастинг должен начаться в том же году, однако при этом он выразил скептицизм относительно того, что это произойдёт. Фильм оставался на проработке и, предположительно, был в производственном аду до 2011 года, когда сообщили, что Джим Шеридан заинтересован в том, чтобы режиссировать картину.
В июле 2013 года компания Walt Disney Pictures объявила о том, что фильм «Артемис Фаул» будет охватывать первый и второй романы этой серии и будет создаваться компаниями Disney и The Weinstein Company по сценарию Майкла Голденберга. Роберт Де Ниро и Джейн Розенталь присоединились к проекту в качестве исполнительных продюсеров.
1 сентября 2015 года журнал Variety сообщил о том, что к проекту присоединились Кеннет Брана в качестве режиссёра, ирландский драматург Конор Макферсон в качестве сценариста и Джуди Хаффланд в качестве исполнительного продюсера. Оуэн Колфер подтвердил это в видеоролике на сайте Artemis Fowl Confidential и рассказал ирландскому радиоканалу RTÉ Radio 1 о том, что они с Брана встречались несколько раз для того, чтобы обговорить это всё ещё до официального объявления. 12 сентября 2017 года компания Disney объявила о том, что экранизация будет выпущена 8 августа 2019 года. 18 сентября 2017 года сообщалось о том, что Джуди Денч ведёт переговоры по поводу неназванной роли. 11 октября 2017 года было объявлено о том, что компания Disney незамедлительно отстранила Харви Вайнштейна от должности продюсера фильма и прекратила своё совместно производство с The Weinstein Company после скандала c сексуальными домогательствами Вайнштейна. 20 декабря 2017 года было объявлено о том, что ирландский дебютант Фердиа Шоу взят на роль Артемиса Фаула, а также о том, что Джуди Денч взята на роль коммандера Крут, Джош Гэд — на роль Мульча Рытвинга, Лара Макдоннелл — на роль капитана Элфи Малой, а Нонсо Анози — на роль Дворецки. 12 марта 2018 года была объявлена вся остальная часть актёрского состава (включая Никеша Пэйтела в роли Жеребкинса), так как началась стадия основного производства фильма. Фильм снимался в Англии, Северной Ирландии и Хошимине.

## Выпуск
27 ноября 2018 года Disney выпустила первый трейлер фильма на YouTube-канале кинокомпании. Показ планировался 9 августа 2019 года, но потом был перенесён на 29 мая 2020 года, однако из-за пандемии COVID-19 премьера состоялась на сервисе Disney+ 12 июня 2020 года.

## Критика
Кейт Эрбланд из IndieWire поставила фильму оценку «D+» и отметила, что ему «не хватает эффектной звезды, хороших эффектов, общей последовательности и какого-либо чувства настоящего волшебства». Дэвид Руни из The Hollywood Reporter написал, что фильм «быстро превращается в утомительную рутину», а Питер Дебрюге из Variety назвал фильм «мучительно длинным». Скотт Мендельсон из Forbes написал, что фильм «проваливается на фундаментальном уровне», и назвал его одиним из худших детских фэнтезийных фильмов». Робби Коллин из The Daily Telegraph дал фильму 1 звезду из 5, написав: «Много событий происходит, но ничего не разворачивается. Это как смотреть полнометражный трейлер фильма, которого не существует».